# Milewo (gromada w powiecie płońskim)
Milewo – dawna gromada, czyli najmniejsza jednostka podziału terytorialnego Polskiej Rzeczypospolitej Ludowej w latach 1954–1972.
Gromady, z gromadzkimi radami narodowymi (GRN) jako organami władzy najniższego stopnia na wsi, funkcjonowały od reformy reorganizującej administrację wiejską przeprowadzonej jesienią 1954 do momentu ich zniesienia z dniem 1 stycznia 1973, tym samym wypierając organizację gminną w latach 1954–1972.
Gromadę Milewo z siedzibą GRN w Milewie utworzono – jako jedną z 8759 gromad na obszarze Polski – w powiecie płońskim w woj. warszawskim, na mocy uchwały nr VI/10/14/54 WRN w Warszawie z dnia 5 października 1954. W skład jednostki weszły obszary dotychczasowych gromad Cieciórki(), Koziminy Nowe, Koziminy-Stachowo, Koziminy Stare, Milewo i Żelechy ze zniesionej gminy Sochocin oraz obszary dotychczasowych gromad Ćwiklinek, Słoszewo i Słoszewo Kolonia ze zniesionej gminy Sarbiewo w tymże powiecie. Dla gromady ustalono 11 członków gromadzkiej rady narodowej.
29 lutego 1956 do gromady Milewo przyłączono wieś Wycinki z gromady Strachówko w tymże powiecie.
31 grudnia 1959 1 stycznia 1960 z gromady Milewo wyłączono (a) wsie Cieciórki, Koziminy Nowe, Koziminy Stare i Stachowo, włączając je do nowo utworzonej gromady Wójty Zamoście gromady Płońsk oraz (b) wsie Ćwiklinek, Słoszewo i Słoszewo Nowe, włączając je do gromady Sarbiewo w tymże powiecie, po czym gromadę Milewo zniesiono a jej (pozostały) obszar włączono do gromady Sochocin tamże (wykreślone zmiany retroaktywnie uchylone uchwałami z 25 lutego 1960).